# 吕昂
吕昂（法語：Luant，法語發音：[lɥɑ̃] ⓘ）是法国安德尔省的一个市镇，位于该省中部，属于沙托鲁区。

## 地理
吕昂（46°43'59"N, 1°33'31"E）面积31.06 平方千米，位于法国中央-卢瓦尔河谷大区安德尔省，该省份为法国中部省份，北起卢瓦-谢尔省，西北接安德尔-卢瓦尔省，西南接维埃纳省，南至克勒兹省和上维埃纳省，东临谢尔省。
与吕昂接壤的市镇（或旧市镇、城区）包括：讷耶莱布瓦、尼耶讷、拉佩鲁耶、唐迪、韦勒、圣莫尔。

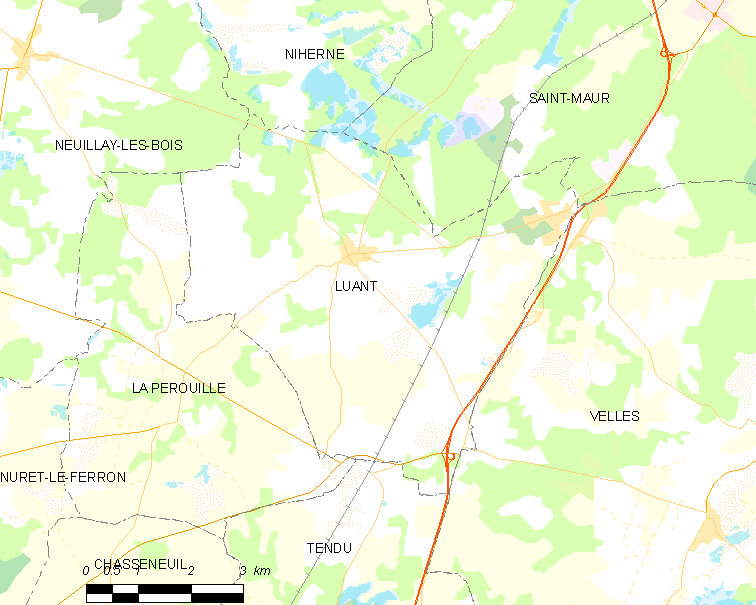
吕昂的OSM定位图

吕昂的时区为UTC+01:00、UTC+02:00（夏令时）。

## 行政
吕昂的邮政编码为36350，INSEE市镇编码为36101。

## 政治
吕昂所属的省级选区为圣戈捷县。

## 人口

1962-2008年间吕昂人口变化图示

吕昂于2022年1月1日时的人口数量为1584人。